# Julian Hodgson
Julian Michael Hodgson (ur. 25 lipca 1963 w Londynie) – angielski szachista i autor książek szachowych, arcymistrz od 1988 roku.

## Kariera szachowa
W latach 90. XX wieku należał do ścisłej czołówki angielskich szachistów. W swoim dorobku posiada cztery tytuły indywidualnego mistrza Wielkiej Brytanii, które zdobył w latach 1991, 1992, 1999 i 2000. Wielokrotnie reprezentował Anglię w turniejach drużynowych, w tym:
- pięciokrotnie na olimpiadach szachowych (w latach 1990, 1992, 1994, 1996, 2000); dwukrotny medalista: wspólnie z drużyną – brązowy (1990) oraz indywidualnie – srebrny (1992 – na VI szachownicy)[3]
- dwukrotnie na drużynowych mistrzostwach świata (w latach 1989, 1997); medalista: wspólnie z drużyną – brązowy (1989)[4]
- dwukrotnie na drużynowych mistrzostwach Europy (w latach 1989, 1997); trzykrotny medalista: wspólnie z drużyną – złoty (1997) oraz indywidualnie – złoty (1989 – na III szachownicy) i brązowy (1989 – za wynik rankingowy)[5].

Osiągnął szereg sukcesów w turniejach indywidualnych, zwyciężając lub dzieląc I miejsca między innymi w:
- 1986 – Benidormie
- 1988 – Kecskemét (wspólnie z Klausem Bischoffem)
- 1989 – Edynburgu, Dos Hermanas, San Bernardino (wspólnie z Kiriłem Georgijewem i Ivanem Sokolovem), Stavangerze (wspólnie z Danielem Kingiem)
- 1990 – Gausdal (turniej Troll Masters, wspólnie z Einarem Gauselem i Wencisławem Inkiowem)
- 1991 – Dublinie, Guernsey
- 1992 – Cappelle-la-Grande, San Bernardino (wspólnie z m.in. Kevinem Spraggettem)
- 1993 – Monachium
- 1994 – Horgen
- 1997 – Winnipeg (turniej Canadian Open), na Bermudach
- 1998 – San Francisco, Oksfordzie (wspólnie z Jonny Hectorem)
- 1999 – Yorku (wspólnie z Tigerem Hillarpem Perssonem i Aleksiejem Barsowem).

Od 2003 nie uczestniczy w turniejach klasyfikowanych przez Międzynarodową Federację Szachową.
Julian Hodgson słynął z ostrego, dynamicznego stylu gry, jak również ze stosowania niezbyt popularnych debiutów. Wkład, jakiego dokonał w rozwój jednego z nich, ataku Trompowskiego, skłonił nawet arcymistrza Josepha Gallaghera do zaproponowania zmiany nazwy otwarcia na atak Hodgsona-Trompowskiego.
Najwyższy wynik rankingowy w karierze osiągnął 1 lipca 2000; z 2640 punktami zajmował wówczas 44. miejsce na światowej liście FIDE, jednocześnie zajmując 3. miejsce (za Michaelem Adamsem i Nigelem Shortem) wśród szachistów angielskich.

## Publikacje
- Grand Prix Attack: f4 Against the Sicilian, Collier Books, 1985, ISBN 0-02-011430-3
- Trends in the Torre and Trompovsky, Vol. 1. Trends Publications, Londyn 1989
- Trends Budapest Defence. Trends Publications, Londyn 1991
- Trends Czech & Schmid Benoni. Trends Publications, Londyn 1991
- Trends 1 d4 d6 ... Lg4 systems. Trends Publications, Londyn 1991
- Trends f4 Sicilian. Trends Publications, Londyn 1991
- Trends in the Torre and Trompovsky, Vol. 2. Trends Publications, Londyn 1992
- Modern Practical Endings. Tournament Chess, Londyn 1993
- Chess Traveller’s Quiz Book. Cadogan Chess, Londyn 1993, ISBN 1-85744-030-7
- Foxy Openings: Trompowski Success. Grandmaster Video Ltd 1993, VHS
- Trends Anti-Sicilian. Trends Publications, Londyn 1995
- Trends in the Torre and Trompovsky, Vol. 3. Trends Publications, Londyn 1995
- Quick Chess Knockouts. Everyman Chess, 1996, ISBN 1-85744-045-5
- Attack with GM Julian Hodgson, Vol. 1. Hodgson Enterprises, Londyn 1996, ISBN 0-9529373-0-1
- Attack with GM Julian Hodgson, Vol. 2. Hodgson Enterprises, Londyn 1997, ISBN 0-9529373-1-X
- Secrets of the Trompovsky. Hodgson Enterprises, Londyn 1997, ISBN 0-9529373-2-8
- Foxy Openings: Main Line Trompowski. Grandmaster Video Ltd 1997, VHS